# پخش تلویزیونی جام ملت‌های اروپا ۲۰۱۶
جام ملت‌های اروپا ۲۰۱۶ یا یورو ۲۰۱۶ پانزدهمین دوره مسابقات فوتبال تیم‌های ملی کشورهای اروپایی است که هر چهار سال یک بار برگزار میشود. این مسابقات قراراست در تاریخ ۲۱ خرداد ۱۳۹۵ آغاز شده و در ۲۰ تیر ۱۳۹۵ به پایان برسد. این مسابقات از طریق پخش تلویزیونی و رادیو توسط دارندگان حق پخش در سراسر جهان پخش خواهد شد.
حق پخش اصلی این مسابقات برای شرکت International Management Group محفوظ می باشد.